# Honayn's Shoe
Pour plus de détails, voir Fiche technique et Distribution.
Honayn's Shoe est un court métrage d'animation égyptien réalisé en 2009 par Mohamed Ghazala.
Alors que le cinéma d'animation est peu développé sur le continent africain, l'Égypte a produit ses premiers films d'animation dans les années 1930. Principalement pour des raisons économiques, ces créations ont ensuite connu une assez longue éclipse. Présenté dans plusieurs festivals et récompensé, Honayn's Shoe contribue au renouveau de ce cinéma.

## Synopsis
Honayn’s Shoe est un conte traditionnel animé racontant la quête d’un nomade perdu dans le désert, avec son chameau, parti à la recherche de sa chaussure perdue.
Le scénario est une version modifiée de l'histoire à l'origine du proverbe arabe Il est revenu avec les bottines de Honaïn.

## Fiche technique
- Réalisation : Mohamed Ghazala[3]
- Production : Cinema Palace – Ministerio de la Cultura
- Scénario : Mohamed Ghazala
- Image : Mohamed Ghazala
- Animation : Mohamed Ghazala
- Musique : Nik Phelps
- Montage : Mohamed Ghazala
- Durée : 4 min [4]

## Récompenses
- Africa Movie Academy Awards 2010 (AMAA)[5]